# Deny
Deny é uma banda argentina de post hardcore surgida em 2007 em Buenos Aires tendo concluído sua primeira gravação em 2011, Reino de Tormentas. Ao lado de bandas como Silverstein, Alesana, Blessthefall, A Day to Remember, Memphis May Fire o August Burns Red.

## Discografia

### EP
- 2009: La Distancia (Inmune Records, 2012 Pinhead Records)

### Álbuns de estúdio
- 2011: Reino de Tormentas (Pinhead Records)
- 2014: Invencible (Pinhead Records)

### DVD
- 2013: Por Siempre (Pinhead Records)